# Louvières-en-Auge
Louvières-en-Auge (lu.vjɛ.ʁ‿ɑ̃.oʒⓘ) es una comuna francesa situada en el departamento de Orne, en la región de Normandía.

## Demografía
| 143 | 120 | 91 | 87 | 90 | 95 | 93 |
| Para los censos de 1962 a 1999 la población legal corresponde a la población sin duplicidades (Fuente: INSEE [Consultar]) |     |    |    |    |    |    |